# Seefahrtsdenkmal

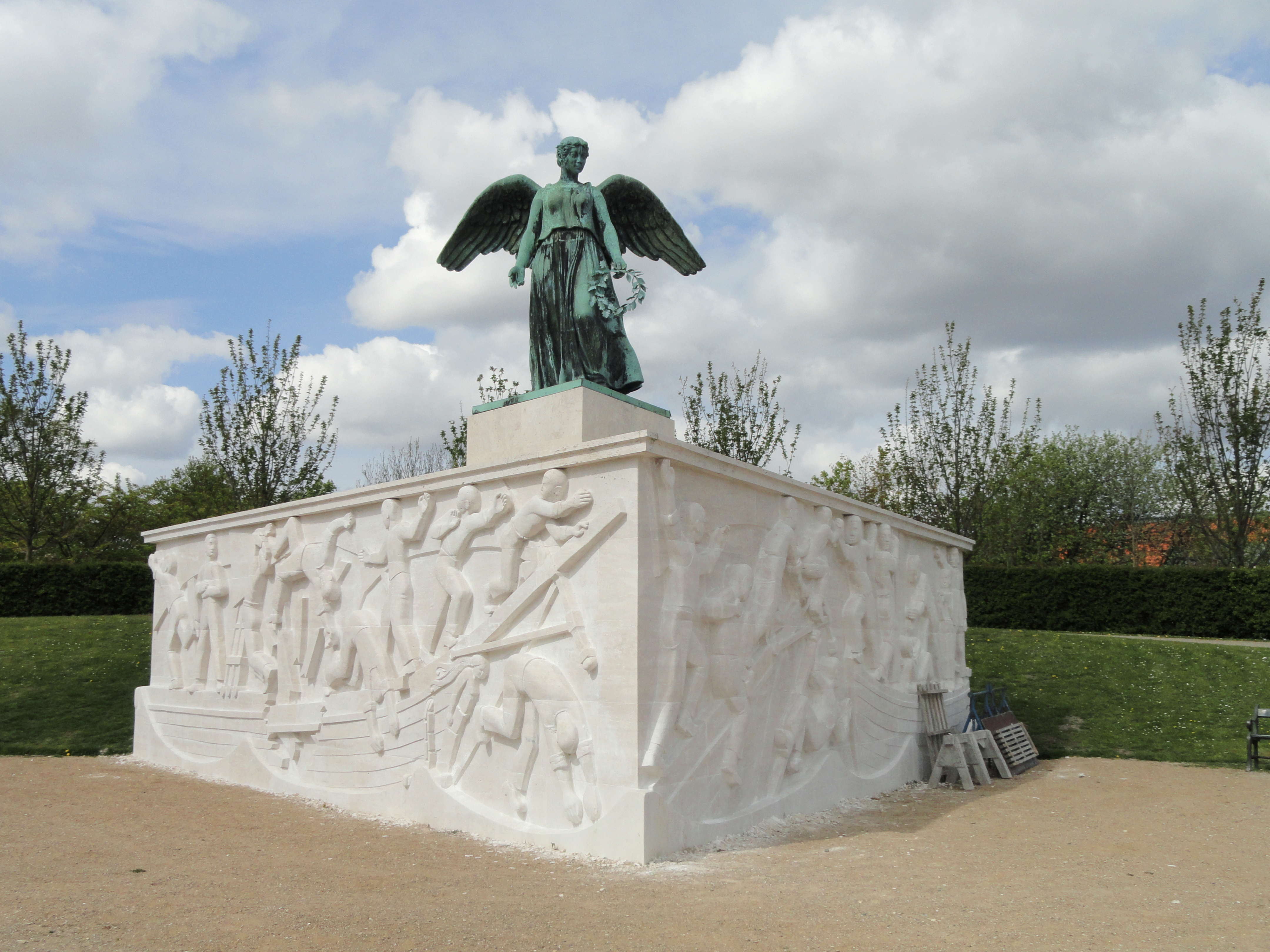
Seefahrtsdenkmal

Das Seefahrtsdenkmal (dänisch Søfartsmonumentet) befindet sich in Langelinie, in der Nähe des Jachthafens Langelinie. Es ist ein maritimes Denkmal in Kopenhagen, das an die dänischen Zivilmatrosen erinnert, die im Ersten Weltkrieg ihr Leben verloren haben. Das Denkmal besteht aus der Bronzeskulptur einer geflügelten weiblichen Figur, die auf einem rautenförmigen Podest steht, an dessen Seiten eine Reihe narrativer Reliefs angebracht sind.

## Geschichte
Am 10. November 1921 wurde auf einer Versammlung des Dänischen Dampfschiffahrtsvereins beschlossen, die Kriegsversicherung abzuschaffen. Auf einer späteren Sitzung am 15. März 1923 schlug Johan Hansen vor, die verbleibenden Mittel (ca. 435.000 DKK) für die Errichtung eines Denkmals für die Seeleute der dänischen Handelsflotte zu verwenden, die in den Kriegsjahren auf See ihr Leben verloren hatten. Der Vorschlag wurde auf einer Sitzung am 17. Mai 1923 ohne Gegenstimme angenommen, und ein Komitee, bestehend aus Christian Sass, Johan Hansen, A.N. Petersen und Eilert Maegaard, wurde mit der Leitung des Projekts beauftragt, für das 50.000 DKK bereitgestellt wurden.
Einar Utzon-Frank, Ludvig Brandstrup, Henning Hansen und der Stadtarchitekt Hans Wright wurden als künstlerische Berater hinzugezogen. Später kamen Rasmus Harboe, Svend Rathsack, Anton Rosen, Edvard Thomsen und Emanuel Monberg hinzu. Ein geschlossener Wettbewerb wurde ausgeschrieben, aber keiner der eingereichten Entwürfe wurde für akzeptabel befunden. Daraufhin wurde ein zweiter Wettbewerb ausgeschrieben, bei dem 59 Vorschläge eingingen. Das Projekt von Svend Rathsack und Ivar Bentsen wurde als endgültiger Sieger ausgewählt.
Das Denkmal wurde am 9. Mai 1928 in Anwesenheit von Vertretern des dänischen Königshauses, Ministern, Beamten, Vertretern aus Kultur und Wirtschaft sowie Hinterbliebenen verstorbener Seeleute offiziell eingeweiht. Ansprachen hielten König Christian X., der Vorsitzende des dänischen Dampfschiffahrtsvereins A.O. Andersen und des Kopenhagener Oberbürgermeisters Johan Keller Bülow. Außerdem wurde eine eigens für diesen Anlass komponierte Kantate von Hans Hartvig Seedorff und Johan Hye-Knudsen gesungen.
Im Laufe der Zeit verfielen die Reliefs. Ursprünglich war der Sockel aus Kalkstein gehauen worden, aber man entschied sich für italienischen Marmor als widerstandsfähigere Alternative. Die Restaurierung begann 2009 und das Denkmal wurde am 15. September 2011 von 11.00 bis 11.45 Uhr, durch Peter Bjerregaard, dem Präsidenten des dänischen Dampfschifffahrtsverbandes, wieder eingeweiht. Zusätzlich zu den Mitteln der Stadt Kopenhagen wurde die Renovierung durch die Unterstützung von Den A.P. Møllerske Støttefond, Lauritzen Fonden, Torm Fonden und ØKs Almennyttige Fond ermöglicht.

## Beschreibung
Die geflügelte weibliche Figur, die Mindet darstellt, ist der antiken Statue der Nike aus Samothrake nachempfunden. Auf ihrem Sockel stehen die Namen der 101 gesunkenen dänischen Handelsschiffe und der 648 Seeleute, die ums Leben kamen[5].
Die Reliefs an den Seiten der Plattform sind dem Borobudur auf Java nachempfunden. Die Vorderseite der Plattform zeigt eine dramatische Szene, in der ein Schiff nach dem Zusammenstoß mit einer Seemine sinkt. Die Seeleute springen über Bord und werden von einem anderen Schiff gerettet. Das Relief auf der linken Rückseite der Plattform zeigt den Kriegsgott Mars, der sein Schwert auf einen Adler richtet, der eine Möwe angreift, was den Angriff der Kriegsherren auf das kleine friedliche Land symbolisiert. Auf der rechten Seite ist Merkur, der Gott des Handels und der Seefahrt, mit seinem geflügelten Helm und seinem Stab zu sehen, der auf drei Tauben zeigt. Ein Relief zeigt eine vaterlose Familie.